# Live (Starcastle)
In de kortstondige serie Concert Classics verschijnt in 1999 van uit het niets dit livealbum van Starcastle. De groep was al in 1978 opgeheven.
Verdere gegevens over de bezetting ontbreken; het album is in 1978 opgenomen, voordat de opnamen begonnen voor hun Real to real album. Er wordt van dat album geen enkel nummer gespeeld.

## Bezetting
Vermoedelijk conform artikel over Starcastle.

## Tracks
1. Shine on brightly;
2. Forces;
3. Can't think twice;
4. Could this be love;
5. Change in time;
6. Lady of the lake;
7. Breath and thunder;
8. Fountains of light.